# Ana Cecilia Blum
Pour les articles homonymes, voir Blum.
Ana Cecilia Blum, née à Guayaquil le 17 mars 1972, est une journaliste, poétesse et romancière équatorienne.

## Parcours
Elle étudie les sciences politiques et sociales à l'Université publique Vicente Rocafuerte de Guayaquil, et puis elle travaille pour divers médias et effectue des recherches sur la littérature à l'Université catholique de Guayaquil, à l'Université andine de Quito et à la Faculté latino-américaine de Sciences sociales (FLACSO), à Guayaquil. 
Elle habite actuellement entre l'Équateur et les États-Unis.

## Œuvres
- Descanso sobre mi sombra
- Donde duerme el sueño
- I am opposed
- En estas tierras